# Горы Мисти
Горы Мисти (лат. Misty Montes) — горный массив на Титане, самом крупном спутнике Сатурна. Координаты центра — 56°48′ с. ш. 62°26′ з. д. / 56,8° с. ш. 62,44° з. д., максимальный размер — около 73 км. Соседствует с несколькими меньшими массивами.
Горы Мисти были засняты радаром космического аппарата «Кассини» 13 января 2007 года (во время пролета около Титана под обозначением T23). Как и другие горы, на радарных изображениях они выглядят ярче окружающей местности. Названы именем Мглистых гор (англ. Misty Mountains) из легендариума Дж. Р. Р. Толкина. Это название было утверждено Международным астрономическим союзом 13 ноября 2012 года.